# Opuntia karwinskiana
Opuntia karwinskiana ist eine Pflanzenart in der Gattung der Opuntien (Opuntia) aus der Familie der Kakteengewächse (Cactaceae). Das Artepitheton karwinskiana ehrt den bayrischen Naturforscher und Pflanzensammler Baron Wilhelm Friedrich von Karwinski.

## Beschreibung
Opuntia karwinskiana wächst baumförmig und erreicht Wuchshöhen von 2 bis 7 Meter. Es wird ein auffällig bedornter Stamm ausgebildet. Die hellgrünen, etwas glauken, länglichen Triebabschnitte sind 15 bis 30 Zentimeter lang und 5,5 bis 8 Zentimeter breit. Die Areolen stehen weit voneinander entfernt. Die zahlreichen Glochiden sind gelb. Es sind anfangs ein bis drei Dornen vorhanden, später sind sie zahlreicher. Die Dornen sind rötlich, werden mit der Zeit gelblich oder weißlich und sind bis zu 4 Zentimeter lang.
Aus den roten, sich kaum öffnenden und mehr oder weniger röhrenförmig bleibenden Blüten ragen Staubblätter und Griffel heraus. Sie erreichen eine Länge von 11 bis 12 Zentimeter. Die länglichen roten Früchte sind bis zu 3 Zentimeter lang. Sie sind unbedornt, aber mit auffälligen Glochidenbüscheln besetzt.

## Verbreitung und Systematik
Opuntia karwinskiana ist in Mexiko von Sonora bis Oaxaca entlang der Pazifikküste verbreitet.
Die Erstbeschreibung erfolgte 1850 durch Joseph zu Salm-Reifferscheidt-Dyck. Ein nomenklatorisches Synonym ist Nopalea karwinskiana (Salm-Dyck) K.Schum. (1898).

## Nachweise